# حسام الدولة المقلد
حُسَامُ الدَّولَةِ أَبُو حَسَّان المُقَلَّدُ بنُ المُسَيَّبِ بنِ رَافِعَ بنِ المُقَلَّدِ بنِ جَعفَرَ بنِ مُهَنَّدٍ العُقيْليُّ (الوفاة 22 يناير (كانون الثاني) 1001م الموافقة لِسنة 7 صفر 391هـ) المشهور بِلقبه «حسام الدولة». هو ثاني مُلوك الدولة العُقيليَّة وكان من أعظم الأمراء شأنًا وأشدهم قوة وأرفعهم مقامًا وأكبرهم طموحًا في القرن الرابع الهجري، وقائدًا ذا شخصيَّة قويَّة شجاعة دانت له مقادير المُلك والحكمة. وقد حكم البلاد من سنة 386 هـ المُوافقة لِسنة 991م إلى سنة 391 هـ المُوافقة لِسنة 1001م. جاء في وفيات الأعيان: «إِنَّهُ كَانَ فِيهِ عَقلٌ وَسِيَاسَةٌ وَحُسْنُ تَدبِيرٍ، فَغَلَبَ عَلَى سَقِي الفُرَاتِ وَاتَّسَعَت مَمْلَكَتُهُ (...) كَانَ فِيهِ فَضلٌ وَمَحَبَّةٌ لِأَهلِ الأَدَبِ وَيَنظِمُ الشِّعرَ».